# Renault Latitude
Renault Latitude — автомобиль бизнес-класса, анонсированный компанией Renault в июне 2010 года. Впервые показан в августе 2010 года на Московском автосалоне.
Автомобиль продаётся на рынках стран Азии, Африки, в России, Турции, а также в государствах Персидского залива с августа 2010 года. Renault Latitude для российского рынка оснащался двумя двигателями — 2,0-литровым бензиновым агрегатом (только с вариатором) и 2,5-литровым аналогом (только с АКПП). Latitude сделан на платформе Nissan D и уже разработанном третьем поколении (L43) Renault Samsung SM5. Автомобили для российского рынка собирали крупноузловым способом на заводе «Автофрамос» в Москве с 2012 до 2014 года.
В Мексике продается с первой половины 2011 года как Renault Safrane. Европейская версия впервые показана на Парижском автосалоне в 2010, продажи начались в начале 2011 года.

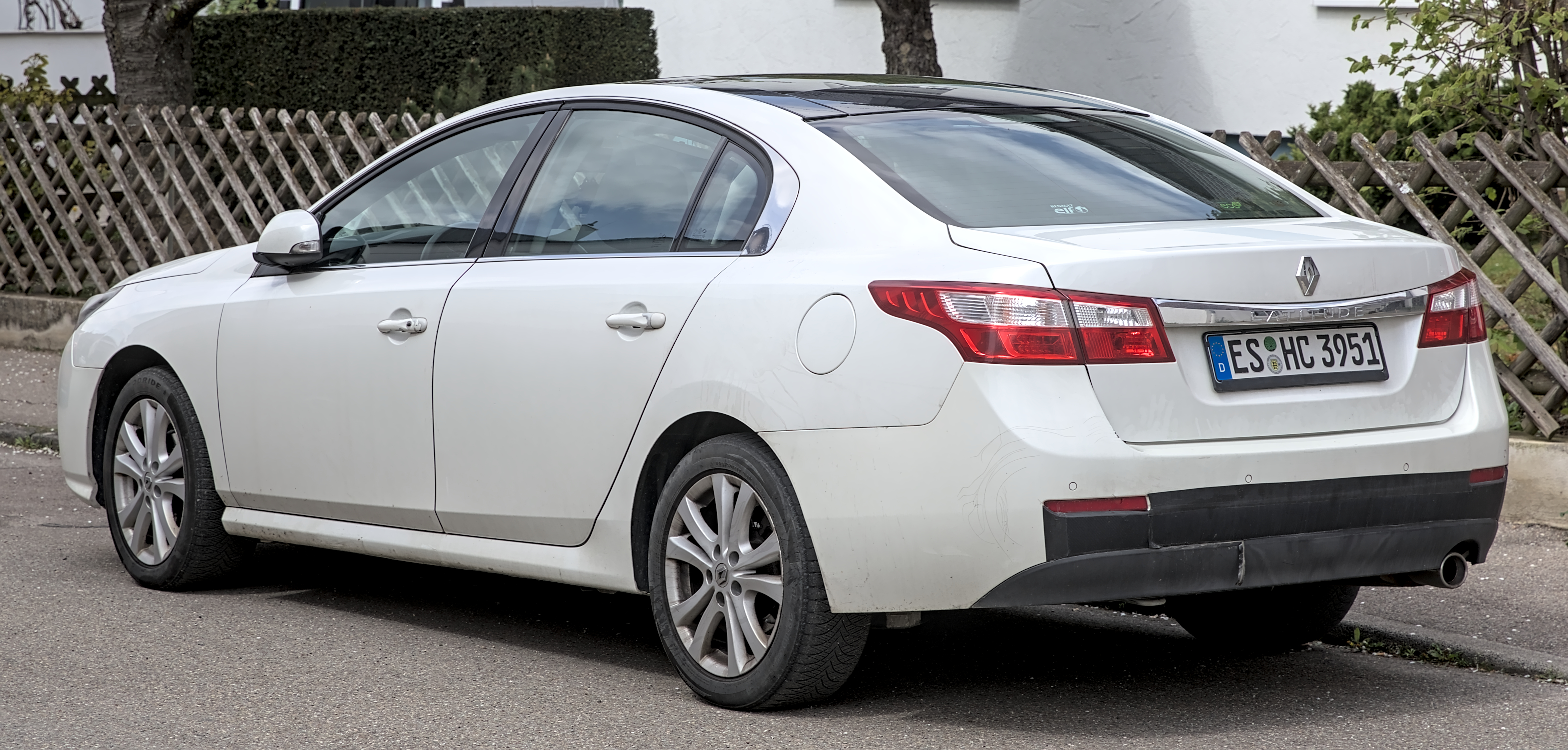
Вид сзади